# Uranium-240
Uranium-240 of 240U is een radioactieve isotoop van uranium, een actinide. De isotoop komt van nature niet op Aarde voor.
Uranium-240 kan ontstaan door radioactief verval van protactinium-240 en plutonium-244.
{\displaystyle {\ce {{^{240}_{91}Pa}->{^{240}_{92}U}+{e^{-}}+{\bar {\nu }}_{e}}}}
{\displaystyle {\ce {{^{244}_{94}Pu}->{^{240}_{92}U}+\,_{2}^{4}\alpha }}}

## Radioactief verval
Uranium-240 heeft een halveringstijd van ongeveer 14 uur. Het vervalt door β−-verval naar de radioactieve isotoop neptunium-240:
{\displaystyle {\ce {{^{240}_{92}U}->{^{240}_{93}Np}+{e^{-}}+{\bar {\nu }}_{e}}}}
Een verwaarloosbaar gedeelte vervalt onder uitzending van alfastraling tot de radio-isotoop thorium-236.
{\displaystyle {\ce {{^{240}_{92}U}->{^{236}_{90}Th}+\,_{2}^{4}\alpha }}}
215U · 216U · 217U · 218U · 219U · 220U · 221U · 222U · 223U · 224U · 225U · 226U · 227U · 228U · 229U · 230U · 231U · 232U · 233U · 234U · 234mU · 235U · 235mU · 236U · 236m1U · 236m2U · 237U · 238U · 238mU · 239U · 239m1U · 239m2U · 240U · 241U · 242U · 243U